# Spantax-Flug 995
Koordinaten: 36° 39′ 48″ N, 4° 29′ 3″ W
Spantax-Flug 995 (BX 995) war der Charterflug einer McDonnell Douglas DC-10 vom Flughafen Madrid-Barajas zum Flughafen John F. Kennedy in New York mit Zwischenlandung auf dem Flughafen Málaga, die am 13. September 1982 während des Starts in Málaga aufgrund eines zu späten Startabbruchs nach dem Rotieren über das Ende der Startbahn hinausschoss und verunglückte.

## Unfall

### Flugzeug
Bei dem Flugzeug mit dem Kennzeichen EC-DEG handelte es sich um eine DC-10-30CF des Herstellers McDonnell Douglas mit der Werknummer 46962/238. Die DC-10 war mit CF6-50C1-Triebwerken von General Electric ausgerüstet. Die Maschine wurde am 6. Juni 1977 an Overseas National Airways ausgeliefert. Spantax leaste das Flugzeug zunächst ab Oktober 1978 und erwarb es im Dezember 1978. Zum Unfallzeitpunkt hatte die Maschine 15.364 Betriebsstunden absolviert. Sie war für einen Transatlantikflug voll betankt; das Abfluggewicht lag bei ca. 239.300 kg, rund 94 % des maximalen Abfluggewichtes.

### Unfallhergang
Die DC-10 startete in Madrid-Barajas mit 13 Besatzungsmitgliedern und 130 Passagieren um 7:36 Uhr UTC in Richtung Málaga, wo sie um 8:20 Uhr eintraf. Zum Weiterflug nach New York stiegen 251 Passagiere zu. Um 9:58:50 Uhr erhielt BX 995 von Tower Málaga die Startfreigabe auf der 3.200 Meter langen Startbahn 14. Das Flugzeug beschleunigte aus dem Stand. Während des Startlaufs, kurz vor oder während des Erreichens der Entscheidungsgeschwindigkeit v1, bemerkte der Kapitän Vibrationen, deren Intensität nach der Rotation, d. h. nach dem Abheben des Bugfahrwerks, zunahm. Er entschloss sich erst danach zu einem Startabbruch. Zu diesem Zeitpunkt reichte die verbleibende Rollbahn nicht mehr für ein sicheres Anhalten aus.
Die DC-10 erreichte das Ende der Startbahn mit einer Restgeschwindigkeit von 110 kn (ca. 200 km/h) IAS und prallte nach 290 Meter gegen das Gebäude des Landekurssenders. Bei diesem Aufprall wurde Triebwerk Nummer 3 von der rechten Tragfläche abgerissen und das Gebäude des Landekurssenders völlig zerstört. Die Trümmer des Triebwerks wurden etwa 20 Meter entfernt aufgefunden. Anschließend durchbrach das Flugzeug eine 60 cm hohe Betonmauer mit einem aufgesetzten Metallzaun, die das Flughafengelände begrenzte. Direkt neben dem Flughafengelände lag die Nationalstraße N-340. BX 995 kollidierte mit drei Fahrzeugen, durchbrach dabei die mittlere Schutzplanke, bevor es schließlich mit einem landwirtschaftlichen Gebäude kollidierte und etwa 450 Meter hinter dem Ende der Landebahn und 40 Meter links von der Mittellinie zum Stillstand kam. Durch den Aufprall auf das Gebäude wurde der Rumpf stark beschädigt, die rechte Tragfläche wurde zu drei Vierteln abgetrennt, ebenso der rechte Teil des Höhenleitwerks. Durch die Beschädigung der Tragfläche wurde der Treibstofftank aufgebrochen, so dass an der Unfallstelle Treibstoff austrat, der sich sofort entzündete. Das Feuer begann am Heck und griff auf das gesamte Flugzeug über, wodurch das Wrack völlig zerstört wurde.
Die Türen 4L und 4R konnten aufgrund der Deformation des Rumpfes nicht mehr geöffnet werden, so dass die gesamte hintere Sektion durch die Türen 3L und 3R evakuiert werden musste. Fotos überlebender Passagiere zeigten, dass noch Passagiere das Flugzeug durch die Tür 3L verließen, als die Löscharbeiten schon im Gange waren. Dies war zum Teil auch dadurch bedingt, dass einige Passagiere ihr Handgepäck nicht zurücklassen wollten.
Die Flughafenfeuerwehr war bereits durch den Tower informiert worden, als das Flugzeug über die Startbahn hinausschoss. Sie traf etwa fünf Minuten nach dem Unfall ein. Die Anfahrt zur Unfallstelle wurde durch die umherliegenden Trümmer erschwert. Zur gleichen Zeit wurde auch die auf dem Gelände stationierte Feuerwehr des Luftwaffenstützpunktes alarmiert.

### Opfer
Zum Unfallzeitpunkt befanden sich 394 Personen (381 Passagiere, 13 Besatzungsmitglieder) an Bord. Acht Personen starben unmittelbar durch den Ausbruch des Feuers in der Nähe des Ausgangs 4R, welches nach der Kollision mit dem Generatorhaus durch die Beschädigung des Flugzeugrumpfes in die Passagierkabine eindringen konnte. Gleichzeitig füllte sich die hintere Sektion mit dichtem Rauch. Die anderen 42 Opfer wurden im Rauch durch die Inhalation von Kohlenmonoxid bewusstlos und starben ebenfalls an den Folgen des Feuers. Alle Todesopfer saßen in der dritten Sektion.
Die Mehrzahl der Überlebenden erlitt eine Rauchgasvergiftung. Weitere Verletzungen, insbesondere Knochenbrüche und Schnittwunden, waren Folgen der Evakuierung.
Der Fahrer eines Lieferwagens wurde schwer verletzt, als das Flugzeug beim Überqueren der Autobahn gegen sein Fahrzeug prallte.

### Ursachenermittlung
Die Untersuchung des Unfalls wurde durch die spanische Unfalluntersuchungskommission Comisión de Investigación de Accidentes e Incidentes de Aviación Civil (CIAIAC) in Zusammenarbeit mit dem National Transportation Safety Board (NTSB) durchgeführt.
Der Flugschreiber (DFDR), Modell 573A, sowie der Stimmenrekorder (CVR), Modell V-557, wurden im Auftrag der Untersuchungsbehörden durch den Hersteller Sundstrand untersucht. Der CVR war durch das langanhaltende Feuer zu einem soliden Block verschmolzen und konnte folglich nicht mehr ausgewertet werden. Der DFDR konnte nach einer aufwendigen Restauration von Sundstrand ausgelesen werden und die gesicherten Daten wurden anschließend an das NTSB zur Auswertung übergeben. Die Auswertung ergab, dass die Aufzeichnungen mit dem Abriss des Triebwerks 3 abbrachen, vermutlich weil damit die Stromversorgung unterbrochen wurde.
Die Untersuchungen ergaben, dass sich die Lauffläche des linken, runderneuerten Reifens des Bugfahrwerkes gelöst hatte und die am Reifen verbliebenen Reste der Lauffläche gegen die Klappe des Fahrwerksschachtes schlugen. Der Reifen war bereits drei Mal runderneuert worden und hatte seit der letzten Erneuerung 14 Starts und Landungen absolviert. Die Profilerneuerung war, soweit die Fragmente des Reifens noch verfügbar waren, fehlerhaft durchgeführt worden.
Das Versagen des Reifens am Bugfahrwerk war jedoch nicht allein ausschlaggebend für den fatalen Ausgang. Diverse, als kritisch angesehene Phasen eines Fluges werden seitens der Piloten aller Fluggesellschaften im Flugsimulator trainiert. Dies dient der Automatisierung bestimmter Verhaltensweisen, die in diesen kritischen Situationen abgerufen werden können. Der Start, insbesondere unmittelbar vor dem Erreichen der Entscheidungsgeschwindigkeit v1, ist eine als kritisch angesehene Flugphase. Bei der Simulation von Starts wird der Fokus des Trainings auf den Ausfall eines Triebwerks gelegt. Bis zum Erreichen der Entscheidungsgeschwindigkeit v1 ist die gängige Verfahrensweise ein Startabbruch, nach Überschreiten der Entscheidungsgeschwindigkeit wird der Start mit den verbleibenden Triebwerken fortgesetzt. Das Versagen eines Reifens war jedoch nicht Teil der Trainingsprogramme auf Simulatoren. Um eine Entscheidung treffen zu können, müssen Piloten in der Lage sein, ein Problem klar und eindeutig zu identifizieren. Hierzu gibt es diverse Systeme im Flugzeug, die mittels optischer oder akustischer Signale, Instrumentenanzeigen und anderer Merkmale bei einer Identifizierung helfen. Ist das Problem identifiziert, sind die zu veranlassenden Maßnahmen in einer Verfahrensanweisung festgelegt.
Bei diesem Start lag die Entscheidungsgeschwindigkeit v1 bei 162 kn und die Rotationsgeschwindigkeit vR bei 169 kn. Annähernd bei v1 begannen die Vibrationen. Bei einer Geschwindigkeit von 166 kn verzeichnete der DFDR ein Ziehen am Höhenruder. Bei einer Geschwindigkeit von 177 kn wurde das Höhenruder wieder gedrückt. Dies war der vermutliche Zeitpunkt, als der Kapitän sich zum Startabbruch entschlossen hatte.
Der Flugkapitän gab in seiner Befragung zu Protokoll, dass er sich zum Abbruch entschied, als die Vibrationen eine solche Intensität angenommen hatten, dass er befürchten musste, das Flugzeug könne unkontrollierbar werden. Hinzu kamen Wahrnehmungen, die nicht im Einklang mit einem Reifenschaden standen. Da er zum Zeitpunkt der Entscheidung für den Startabbruch seine rechte Hand bereits von den Schubhebeln genommen hatte, verging eine kurze Zeit, bis er die Schubumkehr aktivieren konnte. Gleichzeitig rutschte er etwas vom Gashebel ab, so dass der Hebel für das rechte, an der Tragfläche befindliche Triebwerk 3 aus der Hand glitt, wodurch dieses weiterhin noch Vorwärtsschub lieferte. Dadurch stand nicht die vollständige, technisch mögliche Verzögerung der Schubumkehrvorrichtung zur Verfügung. Stattdessen kam es zu einer asymmetrischen Schubverteilung, die das Ausbrechen nach links begünstigte.
Die CIAIAC kam schließlich zu dem Ergebnis, dass das Versagen des Reifens die Hauptursache für den Unfall war. Der Startabbruch nach der Entscheidungsgeschwindigkeit war zwar nicht entsprechend der vorgesehenen Handlungsanweisungen, er war jedoch aufgrund der unvorhergesehenen und außergewöhnlichen Umstände vertretbar.
Aufgrund des Ergebnisses sprach die CIAIAC als eine Empfehlung aus, dass Piloten bei Übungen im Flugsimulator auch auf Startstörungen vorbereitet werden sollten, die nicht im Zusammenhang mit den Triebwerken stehen.